# تثبيط الرضاعة
يشير تثبيط الرضاعة (بالإنجليزية: Lactation suppression)‏، أو إيقاف الرضاعة إلى تثبيط الرضاعة بواسطة الدواء أو عن طريق وسائل غير دوائية، حيث يمكن أن يصبح الثدى مؤلماً عندما يمتلئ بالحليب إذا توقفت الرضاعة الطبيعية فجأة أو حتى إذا لم تبدأ أبداً، وهذا يمكن أن يحدث سواء إذا لم تلجأ المرأة للرضاعة الطبيعية أو إذا قامت بعملية الفطام بشكل مفاجئ.
قديمًا كان يتم إعطاء النساء اللواتى لم يخططن للرضاعة الطبيعية ثنائي إيثيل ستيربوستيرول وأدوية أخرى لإيقاف الرضاعة بالرغم من منع استخدامه لعدم وجود أدوية أخرى موصى بها في الولايات المتحدة والمملكة المتحدة.

## الأسباب
ربما ترغب بعض النساء بعد الولادة في إيقاف إنتاج حليب الثدى حيث تكون الأم قد قررت على سبيل المثال أن تعطى طفلها الحليب الصناعى منذ الولادة، أو أن يكون الطفل قد مات أو تم التخلى عنه عند الولادة. بالإضافة إلى أنه يمكن أن تضطر الأم إلى إيقاف الرضاعة فجأة بأن تكون مثلاً مضطرة لتعاطي دوائاً يتعارض مع الرضاعة أو تخضع لعملية جراحية.
يمكن أن يؤدى الفطام المفاجئ إلى الإحتقان الشديد للثدى و الألم الشديد كما يمكن أن يؤدى إلى التهاب الثدى.

## الوسائل

### الوسائل الدوائية
يعتبر الكابرجولين أكثر اختيار فعال متاح حالياً، حيث أنه متاح كجرعة واحدة ( على عكس البروموكريبتين والذي يتطلب تناوله مرتين في اليوم لمدة أسبوعين )، وفي بعض الأحيان يوصى به في حالة التهاب الثدى.بالرغم من أن أفضل علاج لالتهاب الثدى هو الاستمرار في الرضاعة الطبيعية. ولا ينصح بالكابرجولين في علاج الانزعاج الناجم عن التهاب الأوعية الدموية.
وقد كان العلاج الهرمونى مثل ثنائي إيثيل ستيلبوستيرول و بروموكريبتين يستخدم في الماضي أثناء فترة النفاس، ولكن لم يعد محبذا استخدامهما نتيجة للأعراض الجانبية التي تسببها كتغير مستوى الهرمون بشكل كبير، وأيضا الغثيان والقئ وبعض الأعراض الجانبية الحادة كالجلطات الدموية والإصابات الدماغية واحتشاء عضلة القلب.وقد يكون لدى حبوب منع الحمل المحتوية على إستروجين نفس الأعراض الجانبية.
السودوافدرين يمكن أن يعمل أيضًا على تثبيط الرضاعة حيث أنه معروف بتقليل مخزون الحليب.

### وسائل أخرى
ببساطة في حالة عدم إثارة الثدى عن طريق الرضاعة بعد الولادة، بعد أيام قليلة سوف يتوقف إنتاج لبن الثدي. وإذا كانت الرضاعة الطبيعية بدأت بالفعل فسيحتاج إنتاج اللبن إلى وقت أطول لكى يقل وربما يأخذ عدة أسابيع. ويمكن أن تشعر المرأة بالألم وعدم الارتياح نتيجة احتقان الثدى، ويعالج عدم الارتياح بإخراج الحليب باليد أو باستخدام مضخة لتقليل الاحتقان ولتجنب التهاب الثدي. ويمكن أيضاً أن يتم علاج عدم الارتياح باستخدام المسكنات مع العلم أن حوالى ثلث السيدات يعانون من الألم في هذه العملية.
في الماضى كان يتم ربط الثدى باستخدام حمالات صدر ضيقة أو ضمادات، ولكن الآن لايتم تشجيع استخدامها حيث أنها يمكن أن تتسبب في سد القنوات اللبنية والتهاب الثدى. كما أن تقييد السوائل غير مستحب لأنه غير فعال وغير ضرورى.
وكثيرًا ما يتم يتم النصح باستخدام أوراق الكرنب لتقليل عدم الارتياح الناجم عن الاحتقان؛ وذلك بالرغم من أنه لا يوجد دليل من الناحية الإحصائية على أن هذه التدخلات كانت مرتبطة بحل سريع للأعراض. حيث أن النساء تشعر بتحسن فيما يخص الألم والأعراض الأخرى بمرور الوقت سواء لجأن لمثل تلك الممارسات أم لا.